# Tempestade tropical Mekkhala (2020)
A tempestade tropical severa Mekkhala, conhecida nas Filipinas como tempestade tropical Ferdie, foi uma forte tempestade tropical que afetou a China em agosto de 2020, causando danos de 1,1 bilhão de yuans (US $ 159 milhões). No entanto, nenhuma morte foi relatada.

## História meteorológica
Uma área de convecção persistente formada nas proximidades de uma passagem que geraria a tempestade tropical Jangmi em 7 de agosto, a oeste de Luzon. Como Jangmi se tornou o sistema dominante na área, essa área de baixa pressão permaneceu desorganizada. No entanto, no dia seguinte, quando Jangmi se afastou da área, o sistema começou a se organizar e, em 9 de agosto, o JTWC elevou a tempestade para Depressão Tropical. Logo depois, às 8:00 PM PST, o PAGASA seguiu e atualizou a tempestade e deu a ela o nome de Ferdie. No dia seguinte, o JTWC transformou Ferdie em uma tempestade tropical. PAGASA então emitiu seu último aviso quando Ferdie saiu da Área de Responsabilidade das Filipinas. Então, logo, o JMA seguiu o exemplo e transformou Ferdie em uma tempestade tropical, dando-lhe o nome internacional de Mekkhala. Às 07:30 CST de 11 de agosto (23:30 UTC de 10 de agosto), Mekkhala atingiu a costa no condado de Zhangpu em Fuquiém, China, logo após o pico de intensidade.

## Preparações e impacto

### Filipinas e Taiwan
Mekkhala forçou um sinal de alerta nº 1 a ser colocado para a região de Ilocos nas Filipinas, uma vez que trouxe condições de monção para partes de Luzon, logo após sua formação.
Embora Mekkhala permaneça bem a oeste de Taiwan, a tempestade ainda trouxe fortes chuvas para a ilha.

### China
Em preparação para Mekkhala, as autoridades chinesas suspenderam os serviços de balsas e forçaram os navios de volta ao porto. A Administração Meteorológica da China emitiu uma resposta de emergência de Nível III, enquanto trabalhadores de controle de enchentes foram enviados para as áreas atingidas por Mekkhala. Serviços de trem e centenas de voos foram cancelados com a aproximação de Mekkhala. O controle de inundação de Xiamen informou que 3.200 pessoas evacuaram antes da tempestade. Mekkhala causou grandes quantidades de precipitação sobre a China de até 199,300 mm (7,847 in) em algumas áreas. No condado de Zhangpu, Fuquiém, telhados de casas de madeira foram arrancados em um local de turismo onde 30 pessoas estavam abrigadas. Em Zhangzhou, os danos causados por Mekkhala totalizaram 1,1 bilhão de yuans (US $ 159 milhões), onde os veículos foram forçados a se abrigar ao longo das rodovias devido aos fortes ventos. Outra rodovia da região foi bloqueada por uma árvore que obrigou dois policiais a desviar o tráfego da árvore.